# Heinrich III. Erndel

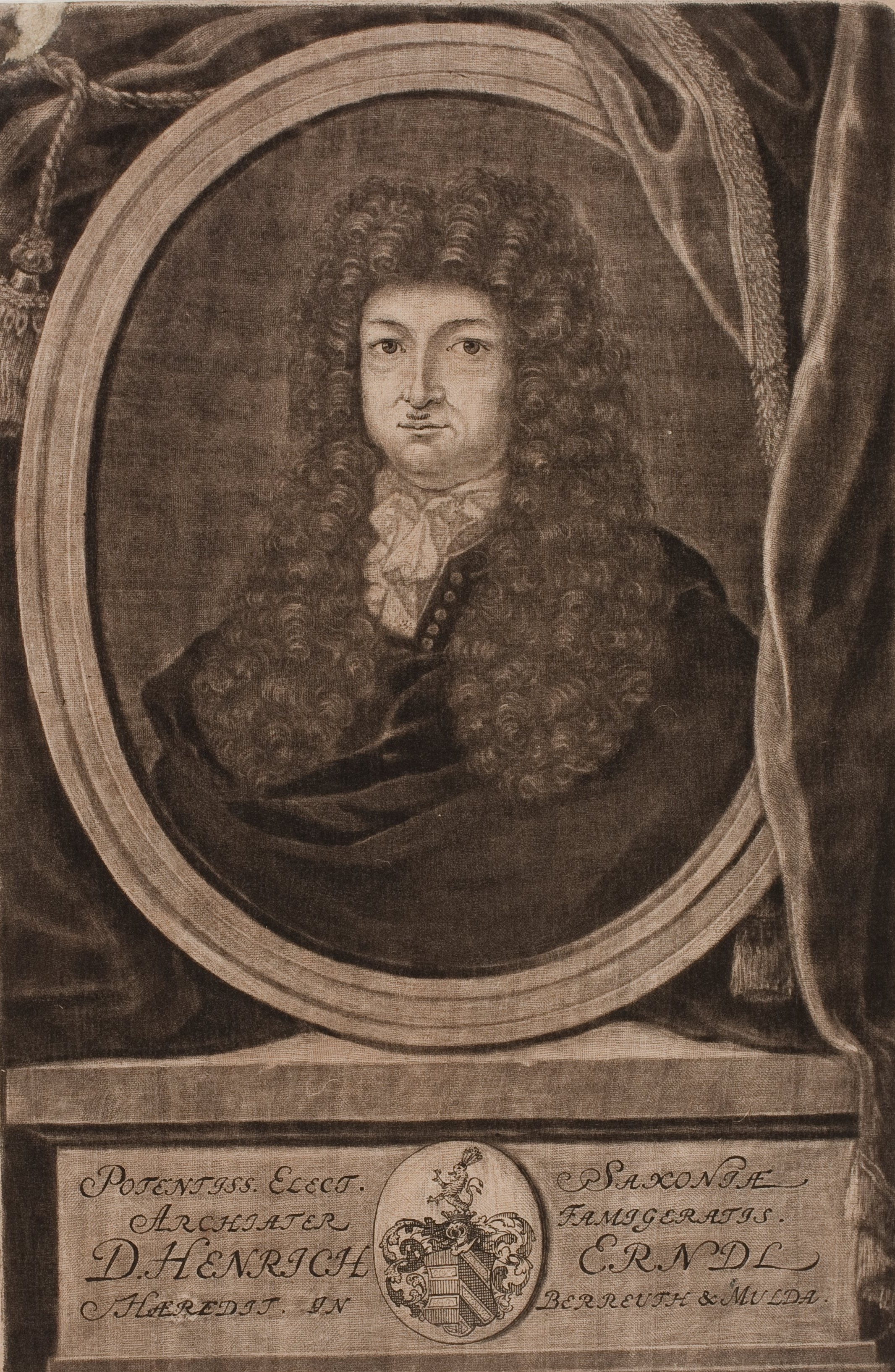
Heinrich Erndel auf Berreuth und Mulda (1638–1693), Kupferstich von Moritz Bodenehr

Heinrich III. Erndel (* 17. Juni 1638 in Dresden; † 13. September 1693 ebenda) war Leibarzt der Kurfürsten Johann Georg III. zu Sachsen (1647–1691) und Johann Georg IV. zu Sachsen (1668–1694) und einer der ersten Gesundheitsreformer Deutschlands.

## Werdegang

### Jugend und Studium

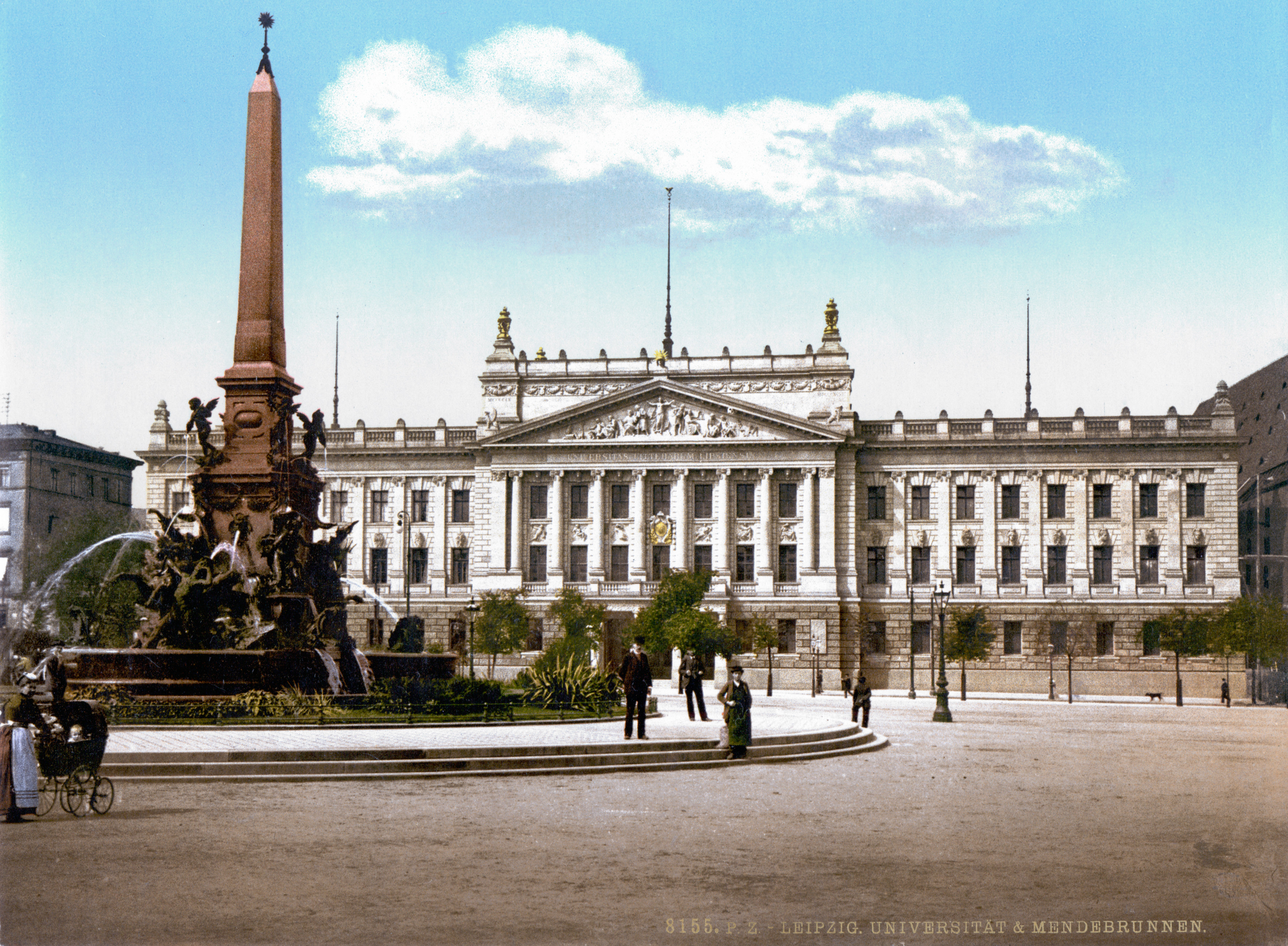
Universität Leipzig um 1900

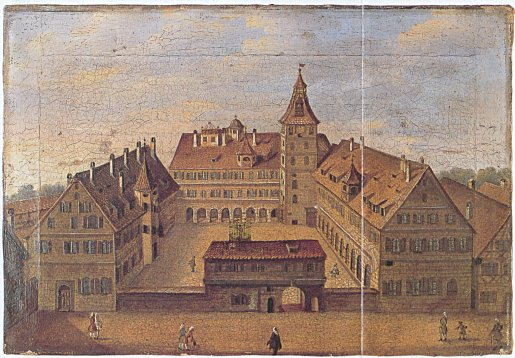
Die Nürnbergische Universität Altdorf (1714)

Er wurde geboren als zweiter und jüngster Sohn des Leibmedikus Heinrich II. Erndel am 17. Juni 1638 in Dresden, der schon am 25. Juli 1646 in Oschersleben verstarb. Sein Großvater war Heinrich I. Erndel (getauft am 15. Juli 1569 in Regensburg; bestattet am 15. Juni 1623 in Wolfenbüttel), kaiserlicher Leib- und Hofapotheker in Prag. Der Urgroßvater war der Regensburger Apotheker Mattis (auch Mattäus) Erndl (* um 1535 in Neuburg an der Donau, wo er 1563 bis 1564 Apotheker gewesen ist; † 1587 in Regensburg), Inhaber des dortigen Mohrenapotheke.
Eingeschrieben als Nicht-Vereidigter wurden die Brüder Christian Erndel (* 18. Juli 1636 in Dresden; † 6. November 1678 in Dresden), später Doktor beider Rechte sowie Rechtskonsulent in Dresden, und Heinrich Erndel in der Oster-Messe, April 1654, als Studenten an der Universität Leipzig. Heinrich hatte zuerst Humanismus studiert, danach Medizin. Beraten wurde er von seinem Vetter 1. Grades, Isaac Leickher (* 11. November 1616 in Augsburg; † 1684 in Dresden), Erbsaß auf Lindau, kursächsischer Amtmann zu Leipzig, später kursächsischer Hof- und Justitienrat. Heinrich und Christian waren für 4½ Jahre in Leipzig, bis zur Michaelis-Messe 1657.
Zusammen mit seinem Bruder Christian ging Heinrich als Student der Medizin am 12. Oktober 1657 an die Universität Altdorf, um dort am 29. Juni 1659 als Dr. med. promoviert zu werden.

### Berufsleben

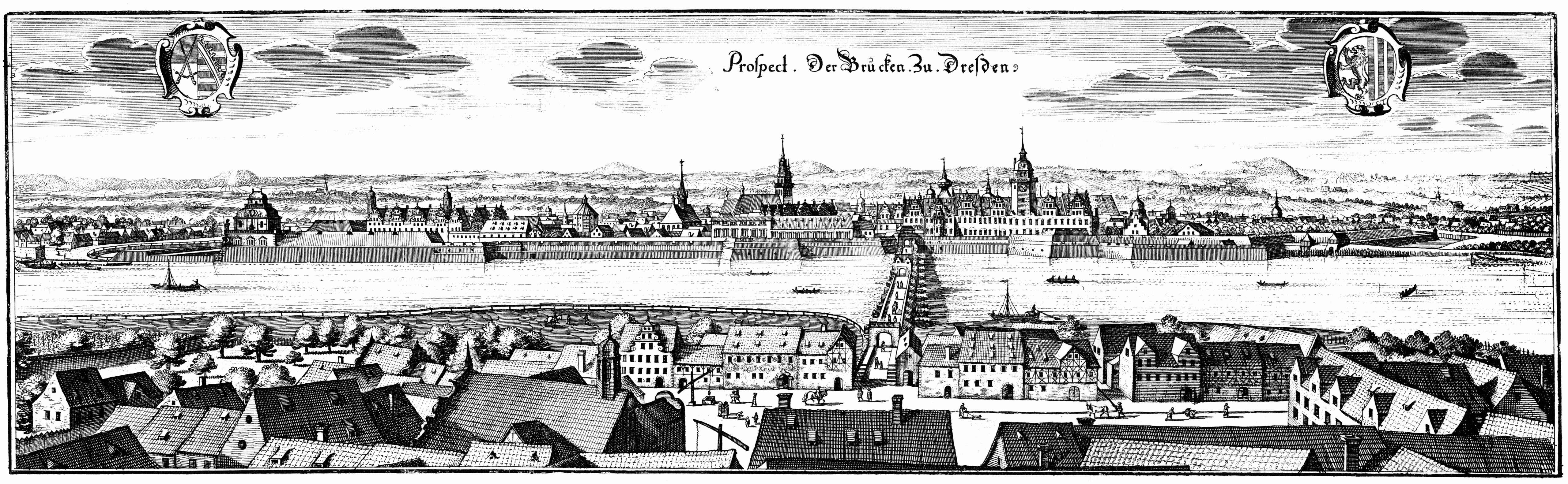
Ansicht von Dresden um 1650 (Merian)

Von 1659 bis 1662 war er praktizierender Arzt in Dresden. Eine Bestallung erfolgte am 10. Juli 1662 (ob als Leib- oder sonstiger Arzt ist nicht bekannt) von Reinhard Dietrich Reichsgraf von Taube (* 1627; † 6. Januar 1681 in Bautzen) auf Frankenthal, kursächsischer Hof- und Justizienrat, Kanzler, Obersteuerdirektor und Geheimer Rat. Am 28. September 1666 erfolgte seine Bestallung als Stadt-Physikus der Stadt Dresden. Bezahlt wurden ihm „jährlich 80 Gulden am golde, so Ihme quartallter aus der Lazareth Cassa gegeben werden sollen, zur Besoldung versprochen und verwilligt, wollen Ihm darnehmen auch mit der gewöhnlichen freyhen Wohnung, so zu seiner Bestallung geordnet und Ihme nach seinem nuzen zu gebrauchen frey stehet, versogen, so wohl zwölff thaler zu Holze aus Unser Cammer Jährlichen reichen lassen.“

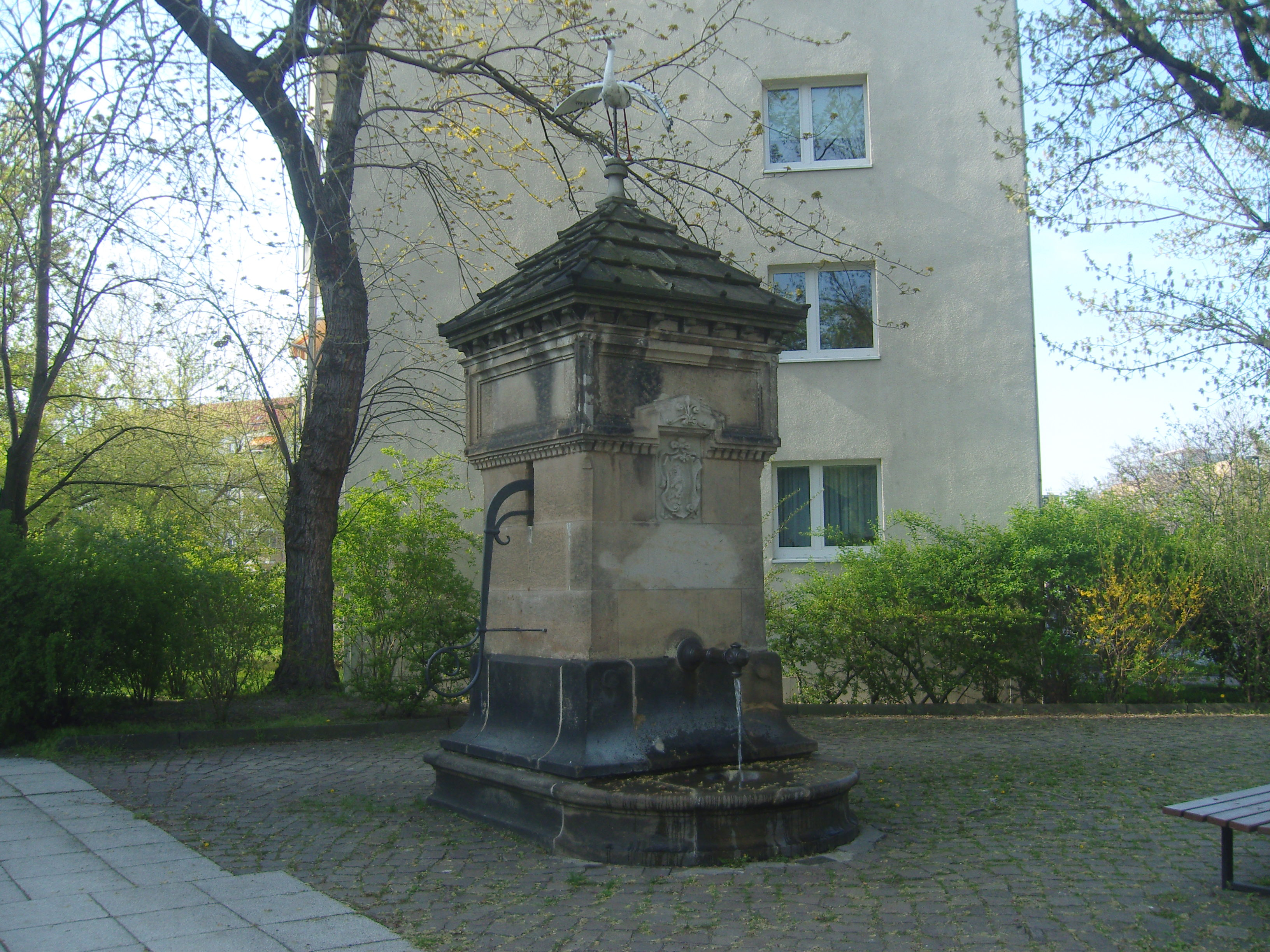
Queckbrunnen (1461 erstmals urkundlich erwähnt)

Neben seiner Tätigkeit als Arzt am Lazarett oder Stadtkrankenhaus, an den Armenhospitälern, dem Waisen- und Findelhaus, der Kreuzschule und den Gefängnissen revidierte er jährlich zweimal die Apotheken, prüfte die sich zur Praxis meldenden, auf auswärtigen Akademien promovierten Ärzte ebenso wie die Hebammen und wachte darüber, dass die Wundärzte und Kurpfuscher keine inneren Krankheiten behandelten. Er führte Aufsicht darüber, dass in der ärztlichen Zunft keine Vergehen vorkamen, und gab Gutachten ab, wenn vom Rate irgendetwas getadelt wurde. Schon 1672, als an eine Pest noch nicht gedacht wurde, beklagte er die schlechten Brunnenverhältnisse der Stadt und wies in seiner Eingabe auf die Gefahr für die Einwohner hin, wenn eine Belagerung oder gar eine Seuche die Stadt treffen sollte. Der Rat ordnete eine Brunnenzählung an und Erndel untersuchte das Wasser. Das Ergebnis war so ungünstig, dass über 70 Brunnen geschlossen werden mussten und auf der Festung neue Brunnen zu graben waren, sonst wäre die Besatzung eines Tages ohne Wasser gewesen. Eine derartige Tätigkeit eines Bezirksarztes wird vor 1672 nirgends in den Akten verzeichnet oder erwähnt.
Als Stadtarzt leitete er 1679 und 1680, als in Ungarn während des Feldzuges die Bubonenpest wütete, die Dresdner Pestkommission und gab umfangreiche, auch aus heutiger Sicht sinnvolle Anweisungen, um Erkrankungen zu reduzieren. Am 10. September 1679 veröffentlichte er ein Pest-Gutachten. Nach diesen umfassenden Arbeiten entwarf er ohne Verzug eine Pestordnung, die in dem Sanitätskollegium beraten und ohne sonderliche Änderung angenommen wurde. Die kurfürstliche Regierung ließ dieselbe sofort drucken und veröffentlichte sie dadurch, dass sie sie an allen geeigneten Stellen des Landes von Amts wegen anschlagen ließ und an sämtliche Nachbarregierungen versandte. Die Pestordnung, die die bereits früher ausgesprochenen Ansichten Erndels in sehr knapper Form wiedergibt, bestand aus 14 Punkten, die den Verkehr der Personen aus Kontagionsgegenden betreffen, aus 15 Punkten, die die bei Pest im Lande zu treffenden Maßnahmen enthalten, aus weiteren 22 Punkten, die die an infizierten Orten zu beobachtenden Vorschriften behandeln, und schließlich aus 12 Punkten, die die Desinfektion nach Ablauf der Pest genau bis ins Einzelne vorschreiben. Nachdem er sowohl bei der Regierung als auch bei der Bevölkerung für völlige Aufklärung gesorgt hatte, übte er seine ihm unterstellten Leute ein und wartete ab in der Hoffnung, die Stadt werde von der Pest verschont bleiben.

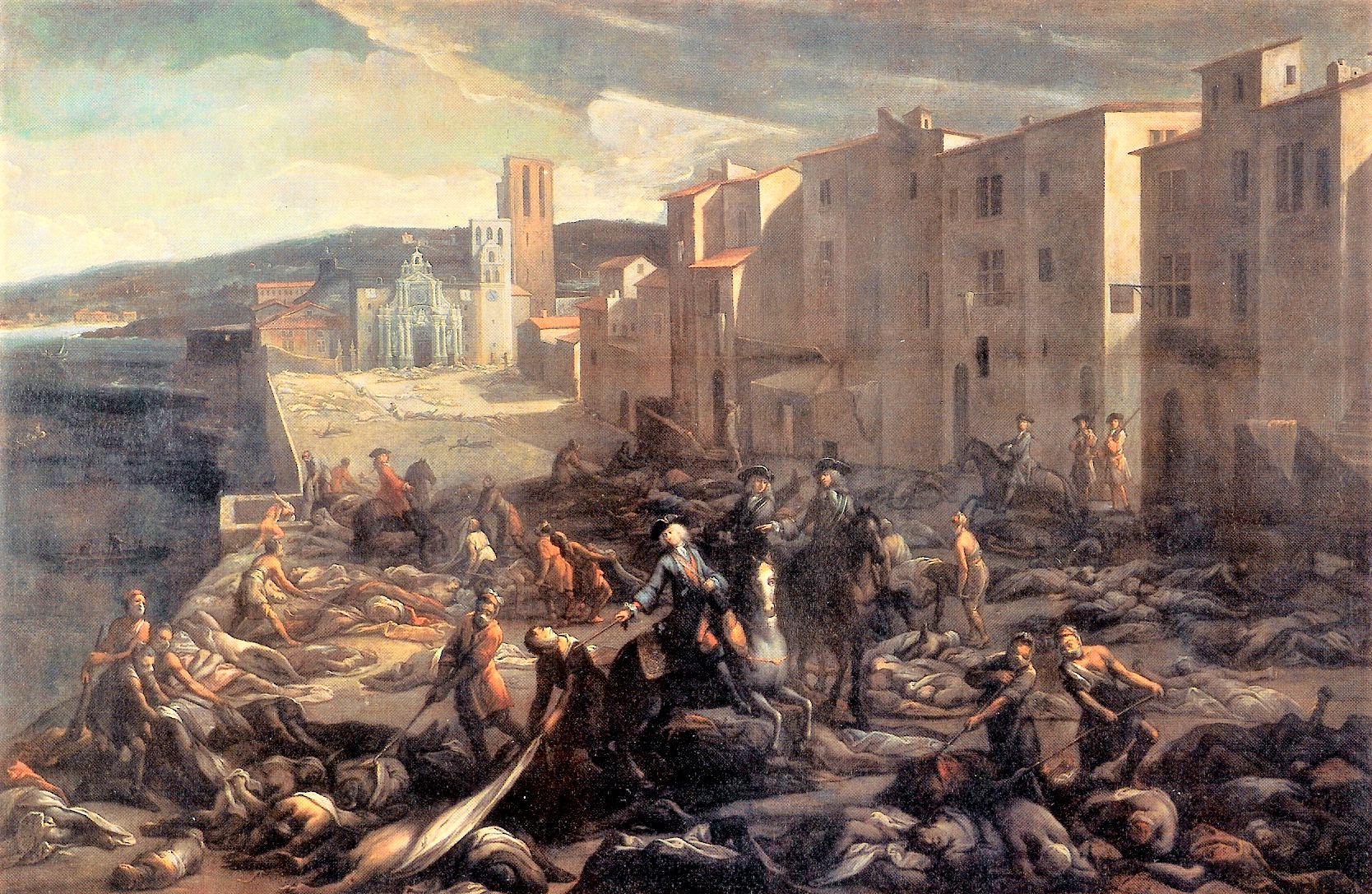
Pest in Marseille (1720)

Schloss Berreuth (um 1910)

Doch traf die Pest in Dresden im Jahre 1680 ein. Von den noch nicht 40.000 Einwohnern der Residenz starben bis zum 9. November 1680 vom März ab etwa 8.000 Personen, das ist der fünfte Teil. Das Jahr 1680 ging als das bisher größte relative Sterbejahr für Dresden in die Geschichte ein. Nachdem vier Wochen kein Todesfall an Pest und keine neue Erkrankung mehr vorgekommen waren, erhielt Erndel im Dezember Urlaub. Da sein Assistent, Licentiat Laurentius Theil, an der Pest gestorben war, übergab er die Aufsicht über die Desinfektion der immer auf sechs Wochen geschlossenen von der Infektion heimgesuchten Häuser dem Pestarzt Troppaninger und reiste nach Dippoldiswalde. Am Sonntag vor der Kirche wurde er von den am Kirchplatz plaudernden Honoratioren des Städtchens über die Pest gefragt. Wenn auch jetzt die Residenz pestfrei sei, antwortete er, so können doch im Sommer, wo die Natur mehr Kraft besäße, die in Kleidern und Betten sitzenden Gifte erneut zur Gefahr werden. Ein Freiberger Bürger hatte diese Worte mit angehört und sie sofort nach seiner Heimatstadt berichtet. Daraufhin sperrte die Stadt Freiberg wieder sämtlichen Handel und Wandel mit der Residenz. Als nun Erndel zurückkehren wollte, musste er auf Rat seiner Freunde in der Lößnitz, wo er einen Weinberg mit Weinberghaus „die Tasche“ in Kötzschenbroda besaß, Halt machen, denn der Dresdner Pöbel wartete auf ihn am Tor, um ihm einen Empfang mit Steinen und ähnlichen Begrüßungsobjekten zu bereiten. Er bat den Kurfürsten um Hilfe, indem er versicherte, stets nur die volle Wahrheit gesagt zu haben. Der Kurfürst sandte ihm ein Fähnlein Reiter, unter deren Schutz er seine Wohnung erreichte. Die darauffolgende Untersuchung ergab, dass niemand gehetzt haben wollte und die Viertelsmeister und anderen Skandalmacher überhaupt nichts getan hatten. Diese hässlichen Beschimpfungen, die er nach nunmehr behobener Gefahr des Öfteren infolge des Unverstandes der Bevölkerung dulden musste, mögen ihn veranlasst haben, die Physikusstelle zu kündigen. Er blieb in der Stadt als praktischer Arzt und unterstützte seinen Amtsnachfolger bei der im Frühjahr 1681 wiederkehrenden kleinen Epidemie von 400 Fällen. Sein Nachfolger wurde der Meißner Physikus Pollmar, nachdem die Ärzte Dresdens Wiegner, Krahmer, Schumann, Dornblüth und Göppert abgelehnt hatten, wahrscheinlich abgeschreckt durch die ihnen bekannte übermenschliche Arbeitslast.
Am 30. April 1684 erfolgte die Bestallung als Leibarzt des Kurfürsten Johann Georg III. zu Sachsen, der Kurfürstin Anna Sophie („Unsereren Herz-geliebten Gemahlin“) und beider Prinzen. Die Bestallungsurkunde nimmt keinen Bezug auf die anderen beiden Leibärzte Birnbaum und Morgenstern, sondern weist ihm nur das übliche Gehalt von 500 Gulden ab dem 1. April ohne Brennholzlieferung zu. Um diese Zeit war Erndel schon mit dem Rittergut Berreuth bei Dippoldiswalde belehnt. Dort starb seine Ehefrau Sophia Elisabeth geb. Ratke am 10. Juni 1685. Das Schloss in Berreuth brannte 1946/47 ab, als es von Flüchtlingen bewohnt wurde.

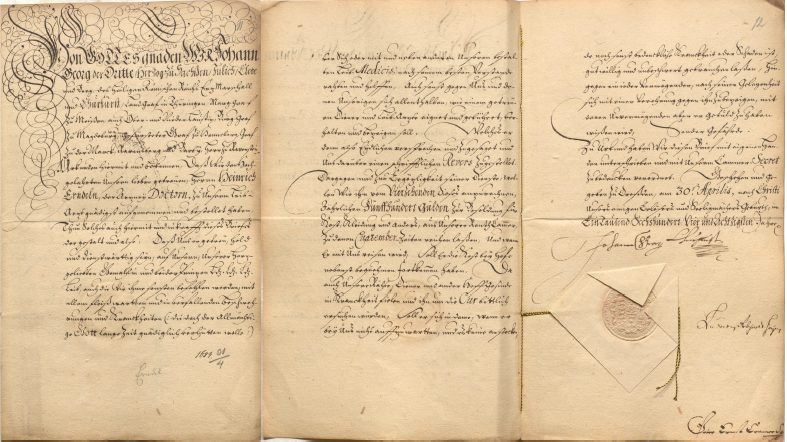
Bestallung am 30. April 1684
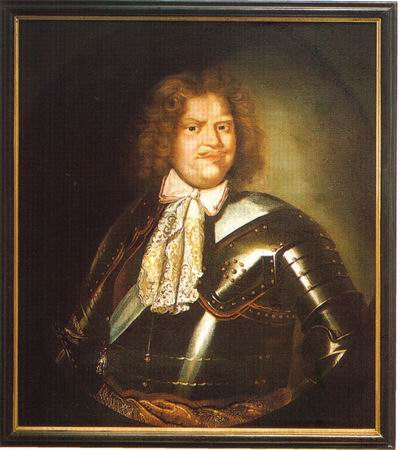
Johann Georg III. (1647–1691)
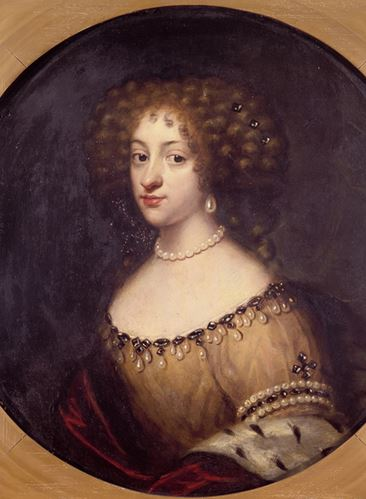
Anna Sophia (1647–1717)
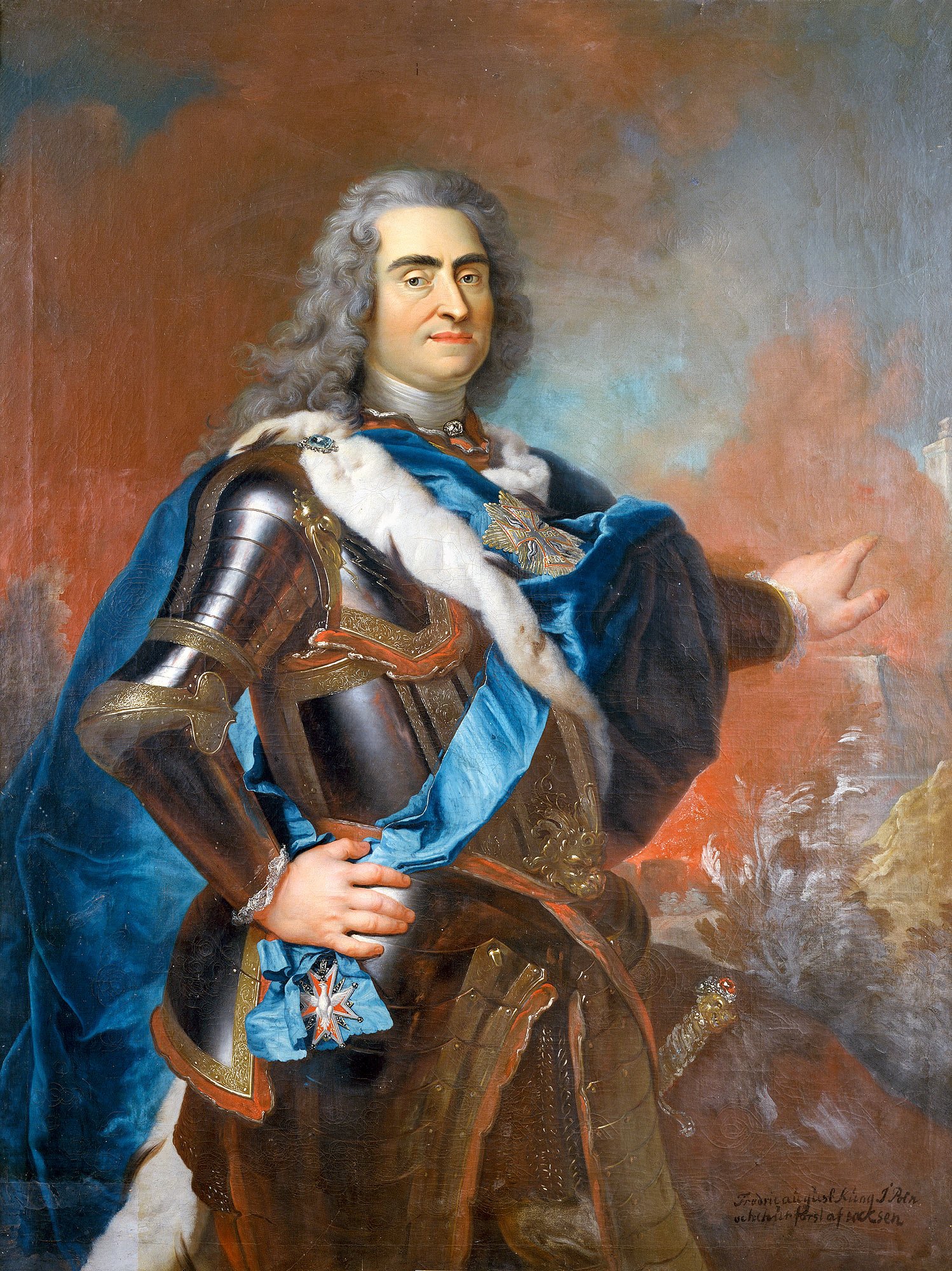
August der Starke (1670–1733)
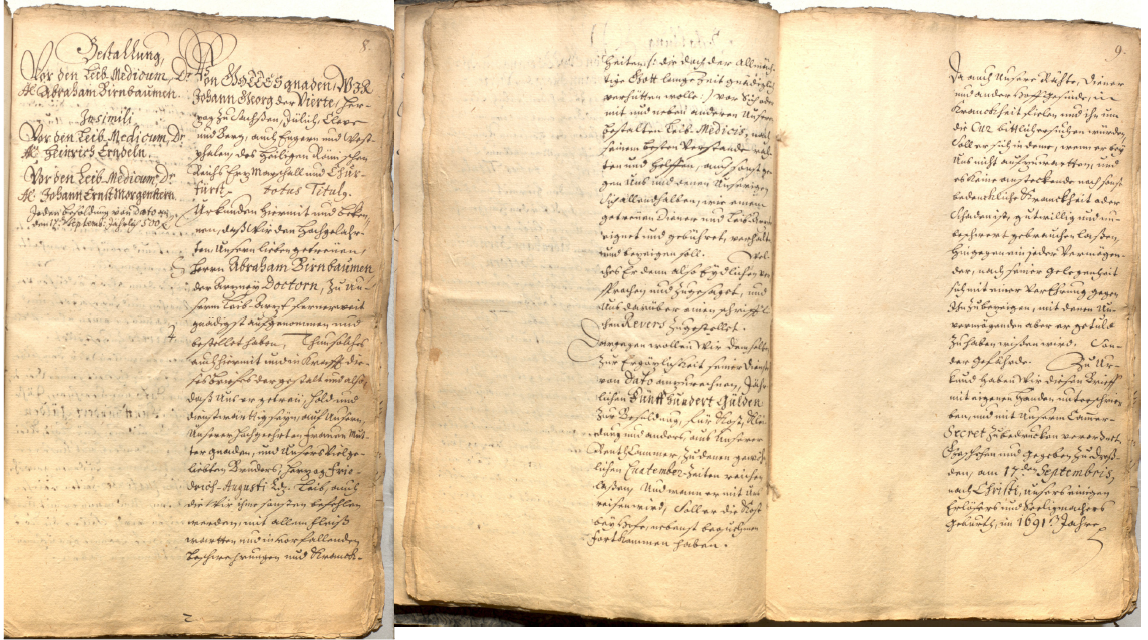
Bestallung am 17. September 1691
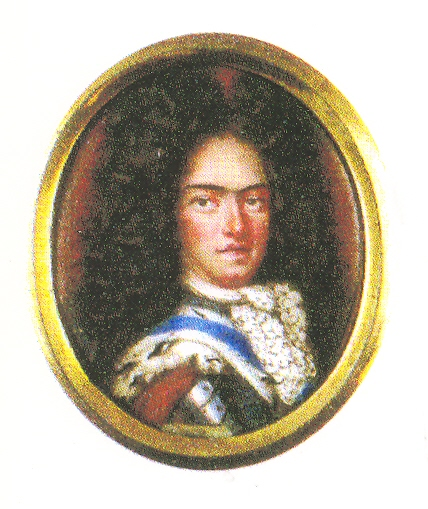
Johann Georg IV. (1668–1694)

Im Jahre 1685 begleitete Erndel den Kronprinzen Johann Georg IV. zu Sachsen (1668–1694) nach Frankreich und im Jahre 1686 in die Spanischen Niederlande, danach nach England und Holstein. Seine Sprachkenntnisse waren sehr hilfreich. Erndel begleitete einmal die Kurfürstin nach Büdingen, wo sie zur Kur war. Er begleitete Kurfürst Johann Georg III. bei seinen Kriegszügen 1687 nach Holland, 1689 in das Reich und in die Belagerung der Stadt Mainz und dann 1691 wieder ins Reich, wo Johann Georg III. 1691 in Tübingen starb. Johann Georg III. wies seinen Kammermeister und den Landrentmeister am 30. Juli 1689 aus dem Feldlager vor Mainz aus an, Erndel wegen der Betreuung seiner Söhne Johann Georg und Friedrich August und den daraus entstehenden zusätzlichen Kosten 25 Thl. zusätzlich pro Monat zu zahlen. Der Anspruch entstand ab 1. Mai, wobei dies wohl rückwirkend gemeint war, und sollte bis zum Ende des Kriegszuges bezahlt werden.
Zusammen mit seinem Kollegen Abraham Birnbaum und Johann Ernst Morgenstern übernahm ihn Kurfürst Johann Georg III. zu Sachsen am 17. September 1691 als Leibarzt. „Jeden Besoldung so an Dato an den 17. Septemb: Jährlich 500 Fl.“

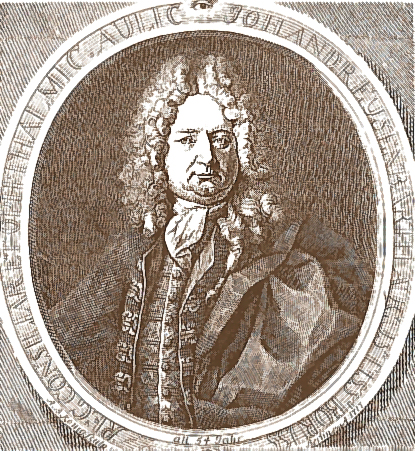
Johann Andreas Eisenbarth im Alter von 54 Jahren (Kupferstich [beschnitten] von A. B. König [Berlin] aus dem Jahr 1717)

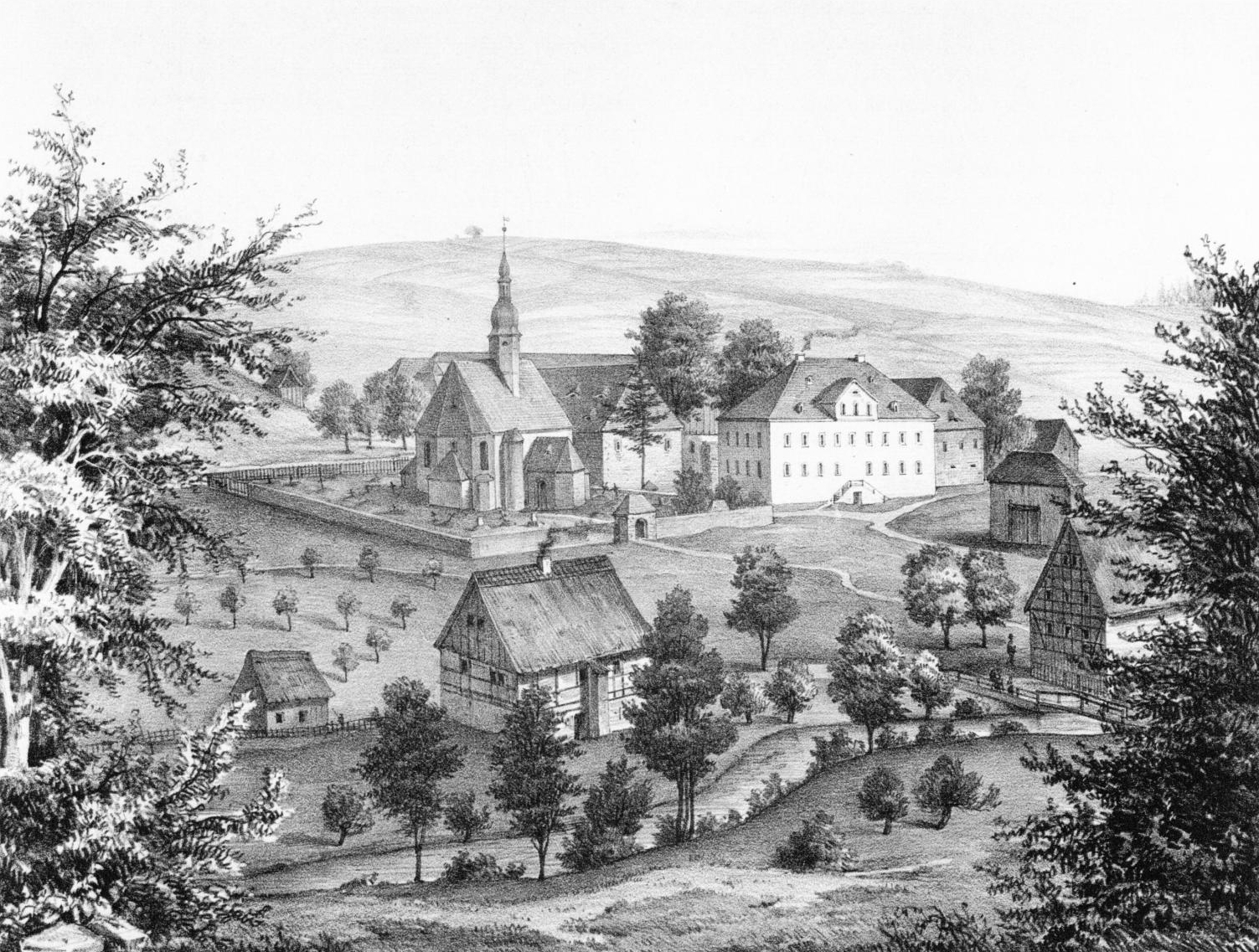
Rittergut Mulda um 1860

Am 8. Februar 1693 verfasste er einen Prüfungsbericht mit Befürwortung für den Okulisten Johann Andreas Eisenbarth (* 27. März 1663 in Oberviechtach; † 11. November 1727 in Münden). Aufgrund nachweislicher Zeugnisse aus den Jahren 1691 und 1692 in Kursachsen fühlte sich Johann Andreas Eisenbarth ermutigt, beim Kurfürsten Johann Georg IV. den schriftlichen Antrag auf ein Privilegium zu stellen. Eisenbarth erhoffte sich in Kursachsen ein neues Feld für seine Tätigkeit, um die bisherigen Gebiete zu übertreffen. Der Rat der Stadt Leipzig verlangte die Vorführung der Geheilten. In Dresden dagegen bestand man auf einer theoretischen und praktischen Prüfung vor einem Medizinalkollegium erfahrener Ärzte. Die Prüfungskommission bestand aus Heinrich III. Erndel und dem Stadtphysikus Martin Schurig (1656–1733). Zugegen war außerdem der kurfürstliche Oberamtmann von Dresden, Johann Siegmund Leister (* 8. November 1637 in Dresden; † 3. September 1696 in Dresden), der im selben Jahr Vormund seiner Kinder wurde. Erndel nannte Leister „Schwager und Gevatter“. Leisters Mutter war Elisabeth Vollhardt. Er war deswegen ein Vetter 1. Grades von Erndels Ehefrau. Möglich ist, dass Heinrich Erndels verstorbene Ehefrau Sophia Elisabeth Ratke eine Schwester hatte, die mit Leister verheiratet war, wenn er tatsächlich Schwager und nicht nur Vetter war. Auf Drängen von Eisenbarth fand seine Prüfung am 27. Januar 1693 erfolgreich statt. Der Prüfungsbericht enthielt die Examination über die gesamte Bandbreite „seiner bisherigen Kunst, welche seiner Außsage nach in Staar- und anderen Augenkrankheiten, Taubheit und anderen Ohrenbeschwerungen, Stein- und Bruchschneiden, allerhand Wunden, Krebs und fistulirten Schäden auch Gewächsen besteht“. Die Prüfer befanden, „dass er in allen diesen puncten, auch hierzu notwendiger Anatomischer Wißenschafft gar gute und genugsame Antwort gegeben, auch die dazu gehörige Enchireses [Encheiresis = Operation] oder Handgriffe wohl verstanden und denen bey solchen operationibus sich öffters ereignenden Zufällen innerlich zu begegnen gewust.“ Die beiden Prüfer lobten auch die von Eisenbarth vorgeführte „neue bequeme Stahr Nadel als seine Invention“.
Obwohl Oberamtmann Leister den Prüfungsbericht mit Befürwortung bereits am 8. Februar 1693 an den Kurfürsten von Sachsen geschickt hatte, erhielt Eisenbarth erst am 27. Januar 1694 das lang ersehnte kursächsische Privileg als offiziellen Ausweis für seine Curen. Die medizinische Geschichtsschreibung in Sachsen weiß bis heute keine Antwort (wahrscheinlich verspätet durch Erndels Tod), warum man in der kursächsischen Landeshauptstadt damit solange zögerte. Eisenbarth war über diese unerklärbare Verspätung so verärgert, dass er Dresden nie mehr besuchte. Einen Nutzen zog er aber doch daraus: Als Kurfürst August der Starke (1670–1730) im Jahre 1697 auch zum König von Polen gekrönt wurde, nahm Eisenbarth diese Standeserhöhung auch für sich in Anspruch und nannte sich von nun an zusätzlich „Chursächsischer und Königlich polnischer privilegierter Medicus“.
Im Juli 1693 wurde das Rittergut Mulda bei Freiberg „mit Vorwerk, dem Waldstück am Eppenfluss, der Bienleite, dem hohen Schuss, zwei Mahlmühlen und einer Brettmühle, Teichen, Bau- und anderen Diensten, Gesindezwang und Fischerei“ an Erndel belehnt. Da er im September verstarb, hatten die Vormünder seiner Kinder das Gut bald darauf verkauft. Erndel starb am 13. September 1693 in Dresden an „Podagra (Gicht, wahrscheinlich von Vater geerbt), Chiragra, malo Ischiatico“. Die Beerdigung fand am 21. September 1693 in der Frauenkirche statt, wo er auch bestattet wurde. Er hinterließ zwei Söhne und fünf Töchter, die Vormünder bekamen. Die erblichen Rittergüter Berreuth bei Dippoldiswalde und Mulda bei Freiberg wurden verkauft.

## Familie

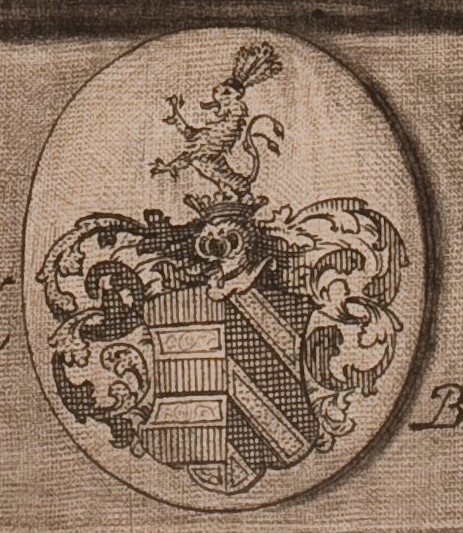
Erndel Wappen

Heinrich III. Erndels Eltern waren Heinrich II. Erndel, (* 7. April 1595 in Regensburg; † 25. Juli 1646 in Oschersleben), Leibarzt des Kurfürsten Johann Georg I. zu Sachsen, verheiratet seit 1630 in Sanct Annaberg mit Dorothea verw. Dirleber geb. Hübner von Sonnleuthen (* um 1595 in Prag; † 12. Januar 1667 in Dresden), eine Tochter von Benedikt Hübner von Sonnleuthen (* um 1570 in St. Joachimsthal; † nach 1621), Münzmeister zu Prag und Bergrat im Königreich Böhmen, und Lucia geb. Hartlebin von Angelshausen (getauft am 4. Advent 1579 in St. Joachimsthal; † 1652). Erndel war ein Stiefsohn von Daniel Balthasar Dirleber (* in Kuttenberg; † 1621–1630), kaiserlicher Münzmeister in Prag.
Erndel heiratete am 4. September 1665 in Dresden Sophia Elisabeth Erndel geb. Ratke (* 8. Juli 1642 in Dresden; † 10. Juni 1685 in Berreuth), eine Tochter der zeitig verstorbenen Eltern Martin Ratke, der Kurfürsten Johann Georg I. und II. zu Sachsen Geheimer Kammerdiener, und Anna Maria Ratke verw. Kretzschmar geb. Vollhardt (* 14. Juli 1614 in Dresden; † 14. Oktober 1664 in Dresden).
Zwölf Kinder gingen aus der Ehe hervor:
1. Heinrich IV. Erndel (* 2. Juli 1666 in Dresden; † 6. März 1670 in Dresden), bestattet in der Frauenkirche ebenda;
2. Sophia Elisabeth Erndel (* 19. Juli 1667 in Dresden; † 4. Februar 1670 in Dresden), bestattet in der Frauenkirche ebenda;
3. Maria Sophia Erndel (* um 1668 in Dresden), verheiratet mit Johann George Seidel (* 18. Februar 1658 in Zschopau; † 13. April 1739 in Meißen), bestattet in der Kirche zu St. Afra[13], wo er als Diakon tätig gewesen ist;
4. Christian Gottlob Erndel (* 13. Mai 1669 in Dresden; † 16. August 1670 in Dresden), bestattet in der Frauenkirche ebenda;
5. Sophia Elisabeth Erndel (* um 1670 in Dresden; † zw. 10. Juni 1685 u. 13. September 1693 in Dresden);
6. Heinrich Gottlob Erndel (* & † um 1670 in Dresden);
7. Dorothea Sophia Erndel (* um 1674 in Dresden; verheiratet mit Johann Carl Heun, kurfürstlich-sächsischer Hauptmann; † zw. 7. und 10. Januar 1722 in Dresden);
8. Christian Heinrich Erndel (* 1676 in Dresden; † 17. März 1734 in Dresden, bestattet im Fischer’schen Schwibbogen auf dem Alten Annenfriedhof), Leibarzt von August dem Starken, auch Botaniker und Meteorologe in Dresden und Warschau, Autor von Büchern über Botanik und die Reise durch Europa und Großbritannien mit August dem Starken, verheiratet mit Dorothea Salome N.N. (* um 1707; bestattet in der Frauenkirche zu Dresden am 7. September 1755);
9. Johanna Sophia Erndel (* 17. August 1677 in Dresden; † 23. Juni 1704 im Erndelischen & Bussiussischen Weinberghaus in Kötzschenbroda, bestattet auf dem St.-Johannis-Friedhof in Dresden, später im Erbbegräbnis in der Kirche zu Kötzschenbroda), verheiratet mit dem Advokaten Caspar Christian Kober, der einen Weinberg bei Kötzschenbroda von ihr erbte, heute genannt Minckwitzscher Weinberg, (* 9. Juli 1663 in Naumburg; † 11. September 1738 in Dresden, bestattet in der Kirche zu Kötzschenbroda);
10. Christina Sophia Erndel (* um 1679 in Dresden; † zw. 1739 u. 1767 in Dresden), verheiratet mit dem königlich poln. & kursächs. Landrentmeister, Kammerassistenz- und Bergrat Christian August Fischer († September 1739);
11. Magdalena Sophia Erndel (* um 1680 in Dresden; † vor 15. September 1734 in Dresden), verheiratet mit dem königlich polnischen und kursächsischen bestallten Münz-Guardin des Obersächsischen-Kreises, Johann Georg Schomburg (* um 1672; † Oktober 1745 in Dresden, bestattet[14] am 9. Oktober 1745 in der Sophienkirche ebenda);
12. Christian Friedrich Erndel (* 1683 in Dresden; † 23. Januar 1767 in Dresden-Neustadt), königlich-polnischer und kurfürstlich-sächsischer Generalmajor bei dem Ingenieur-Corps, bestattet im Fischer’schen Schwibbogen auf dem Alten Annenfriedhof.

## Ehrungen
Mit dem Beinamen Critobolus I. wurde Heinrich Erndel am 10. März 1690 in die Deutsche Akademie der Naturforscher Leopoldina aufgenommen.